# Tuoba pallida
Tuoba pallida is een duizendpotensoort uit de familie van de Geophilidae. De wetenschappelijke naam van de soort is voor het eerst geldig gepubliceerd in 1998 door Jones.